# サムライ・ロック (カクテル)
サムライ・ロック（英: Samurai Rock）は、日本酒ベースのカクテル。日本酒の麹の匂いをライムで抑えた、日本酒独特の匂い（吟醸香）が苦手な人でも飲みやすく作られたカクテル。日本以外でもネーミングから人気がある
当初はサケ・ライムと呼ばれていたが、いつしかサムライ・ロックと呼ばれるようになった。

## レシピの例
レシピの例を以下に記す。
レシピ
- 日本酒 - 45ml
- カット・ライム

作り方
1. 氷を入れたロックグラスに日本酒を注ぎ、ステアする。
2. カット・ライムを絞って果汁を上記のロックグラスに入れ、カット・ライムもそのまま入れ、ステアする。

ライムジュースを用いるレシピもある。

## 備考
- 日本酒にレモンジュースを加えたカクテルはサムライと呼ばれる[3]。
- 日本盛が2019年に開催したインターネットアンケート「日本酒カクテル総選挙 2019」でサムライ・ロックは「今、もっとも飲みたい日本酒カクテル」部門で2位、「フォトジェニックな日本酒カクテル」部門で1位、「インバウンド向け日本酒カクテル」部門で1位を獲得している[4]。
- 月桂冠からRTD商品として「サムライロック」が2020年[5]、2021年[6]に発売されている。